# Konwencja londyńska (1972)

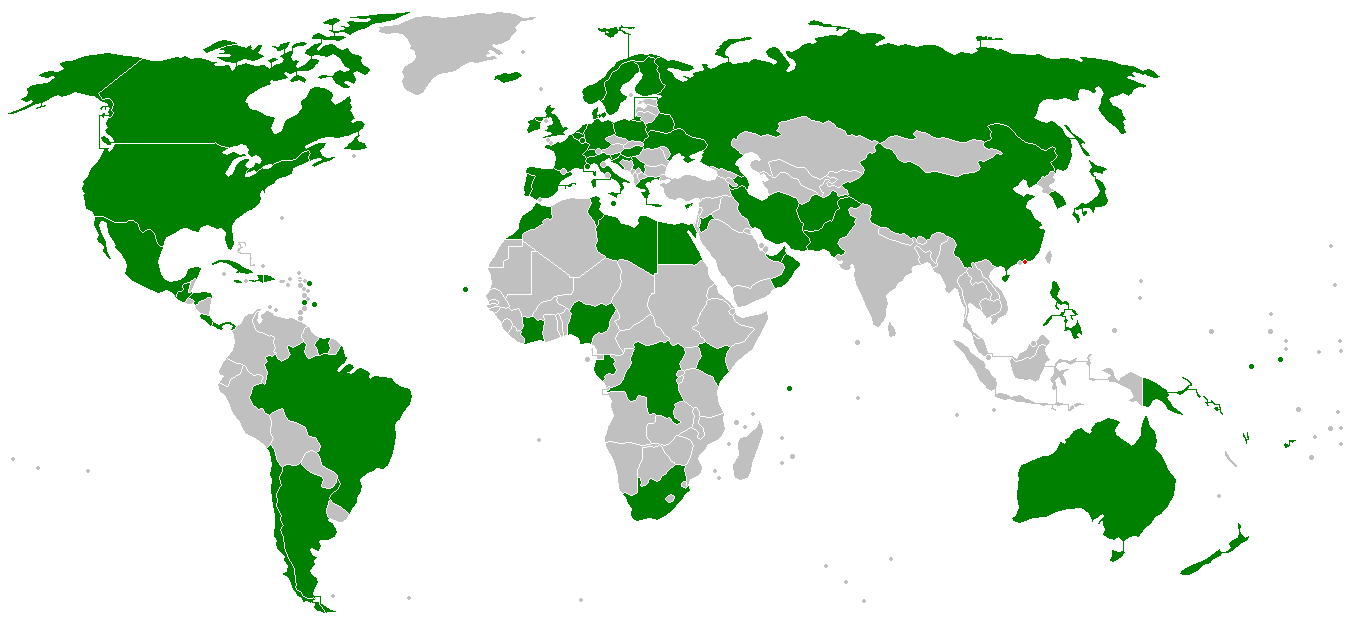
Sygnatariusze Konwencji Londyńskiej

Konwencja londyńska (właśc. Konwencja o zapobieganiu zanieczyszczeniu mórz przez zatapianie odpadów i innych substancji, także: LC 1972 od London Convention) – umowa międzynarodowa sporządzona w Londynie, Meksyku, Moskwie i Waszyngtonie 29 grudnia 1972 roku, obowiązująca od 30 sierpnia 1975 roku, promulgacja w Dzienniku Ustaw nastąpiła 22 lutego 1984 roku,
Konwencja zobowiązuje strony do podejmowania działań mających na celu zwalczanie i zapobieganie zanieczyszczeniu mórz, które mogłoby „wyrządzić szkodę zasobom żywym, florze i faunie morskiej, pogarszać warunki rekreacyjne lub też utrudniać wszystkie inne prawnie dopuszczalne sposoby użytkowania morza” (art. 1). Sygnatariusze zobowiązali się do uzgadniania swojej polityki w tej dziedzinie (art. 2).
W myśl artykułu trzeciego konwencji termin „zatapianie odpadów” obejmuje rozmyślne usuwanie do morza odpadów lub innych substancji ze statków, samolotów, platform, jak i innych urządzeń umieszczonych na morzu, a także zatapianie samych ww. urządzeń czy pojazdów. Termin ten nie dotyczy substancji wydobywających się na skutek normalnej eksploatacji wspomnianych obiektów. Konwencja nie obejmuje też wód wewnętrznych państw, jednakże strony zobowiązały się do podjęcia kroków mających na celu wyegzekwowanie postanowień Konwencji od statków i samolotów zarejestrowanych na swoich terytoriach lub noszących swoją banderę, przebywających na swoich terytoriach oraz podlegających ich jurysdykcji.
Konwencja Londyńska wymienia następujące zanieczyszczenia będące przedmiotem zainteresowania jej sygnatariuszy:
- węglowodory (w tym produkty naftowe i ich pochodne)
- szkodliwe lub niebezpieczne substancje przewożone przez statki
- odpady powstające w trakcie eksploatacji statków, samolotów czy innych obiektów operujących w rejonie morza
- zanieczyszczenia radioaktywne
- składniki broni biologicznej i chemicznej
- odpady będące pochodnymi prac związanych z eksploatacją dna morskiego.

Sygnatariuszami Konwencji Londyńskiej są: Afganistan, Antigua i Barbuda, Argentyna, Australia, Azerbejdżan, Barbados, Belgia, Białoruś, Brazylia, Chile, Chiny, Chorwacja, Cypr, Dania, Demokratyczna Republika Konga, Dominikana, Egipt, Filipiny, Finlandia, Francja, Gabon, Gwatemala, Haiti, Hiszpania, Holandia, Honduras, Hongkong, Iran, Irlandia, Islandia, Jamajka, Japonia, Jordania, Kanada, Kenia, Kiribati, Korea Południowa, Kostaryka, Kuba, Libia, Luksemburg, Malta, Maroko, Meksyk, Monako, Nauru, Niemcy, Nigeria, Norwegia, Nowa Zelandia, Oman, Pakistan, Panama, Papua-Nowa Gwinea, Polska, Portugalia, Południowa Afryka, Republika Zielonego Przylądka, Rosja, Saint Lucia, Serbia i Czarnogóra, Seszele, Słowenia, Stany Zjednoczone, Surinam, Szwajcaria, Szwecja, Tonga, Tunezja, Ukraina, Vanuatu, Węgry, Wielka Brytania, Włochy, Wybrzeże Kości Słoniowej, Wyspy Salomona, Zjednoczone Emiraty Arabskie.
2 listopada 1973 w Londynie została podpisana Międzynarodowa konwencja o zapobieganiu zanieczyszczaniu morza przez statki.